# ワット・シーサワーイ
ワット・シーサワーイ（ワット・シー・サワイ、Wat Sri Sawai、タイ語: วัดศรีสวาย）は、タイのスコータイの旧市内となるスコータイ歴史公園に位置する寺院（ワット、wat）である。

## 歴史
ワット・シーサワーイは、12世紀末-13世紀初頭にクメール人によりヒンドゥー教寺院として創設された。その後、15世紀になって未完成であった建造物が改修されており、タイ人による仏教寺院となっている。
1907年の発掘では、ヒンドゥー教の神ヴィシュヌのまぐさ（リンテル）や、神々の青銅の断片が発見された。

## 構成
ワット・シーサワーイは、周壁に囲まれており、正面は南を向く。当初、ヒンドゥー教寺院として建造されたワット・シーサワーイは、低い基壇の上に、3基の塔堂（プラーン、prang）があり、その東西に並ぶ塔堂はラテライトで構築されている。その後、15世紀に煉瓦で補修されるとともに漆喰の装飾が施された。塔堂の南側正面の左右に連なる石柱は、仏教寺院として構築された礼拝堂（ウィハーン、wihan）の遺構である。